# 罗义淮
罗义淮 （1918年1月3日—1978年11月18日），原名罗济，号定涛，曾用名罗海滨，四川荣昌县复兴场人。

## 人物生平
1935年在四川省立万县师范学校参加中国共产党领导的外围群众组织抗日活动。
1937年底其他六名爱国学生（李新、王方名、李成之、胡其谦、陈寄宇、周极明）步行奔赴延安，1938年3月10日到达，入陕北公学学习。
1938年3月30日加入中国共产党，6月30日转正；同年12月参军，分配到抗日军政大学。
1939年初随抗大一分校挺进敌后，历任抗大指导员，抗大一分校三支校宣传股长、教导员。
其后先后在山东军区五师，华东野战军九纵、华东军政大学、军事学院、军事科学院、昆明军区后勤部等单位任职。
罗义淮被誉为“军中秀才”，曾被授予二级独立自由勋章、二级解放勋章，军事学院先进工作者一等奖，胡志明金质奖章。
1955年授予上校军衔，1960年晋升大校军衔。
1977年12月在工作中病倒，翌年11月18日在北京逝世，被授予烈士称号。